# География на Андора
Андора е разположена на висока средна надморска височина в източните части на Пиренеите. На север и североизток граничи с Франция (дължина на границата 57 km)у а на юг и югозапад – с Испания (64 km), общо 121 km. Тя заема малка котловина, открита на юг и заградена от запад, север и изток от труднодостъпни върхове със стръмни скалисти склонове. Долината е пресечена от север на юг от долините на горното и средно течение на река Валира (от басейна на Ебро ) и нейните притоци и частично от най-горното течение на река Ариеж (десен приток на Гарона). Пейзажът е типично високопланински – огромни скални маси, зелени гори, пасища, кристално чисти ледникови езера. Най-ниските участъци се намират на 880 m н.в., а най-високите от 1800 до 2900 m. Най-високият връх в страната е Кома Педроса (2946 m), наамиращ се в западната част на страната.  В Андора имо множество малки езера с ледников произход. Климатът е преходно средиземноморски и планински с годишна сума на валежите 1000-2000 mm. Като цяло климатът в страната е сух, с обилни валежи от дъжд през пролетта и есента и снеговалежи през зимата, които се задържат по високите върхове повече от 7 месеца. В растителната покривка преобладават широколистните (дъб, бук, кестен) и иглолистните (смърч, бор, ела) гори и субалпийски и алпийски пасища.
| температура | януари | февуари | март  | април | май   | юни   | юли   | август | септември | октомври | ноември | декември |
| ----------- | ------ | ------- | ----- | ----- | ----- | ----- | ----- | ------ | --------- | -------- | ------- | -------- |
| минимална   | 1 °C   | 2 °C    | 4 °C  | 5 °C  | 9 °C  | 12 °C | 14 °C | 14 °C  | 12 °C     | 8 °C     | 4 °C    | 2 °C     |
| максимална  | 10 °C  | 11 °C   | 14 °C | 16 °C | 19 °C | 22 °C | 25 °C | 26 °C  | 23 °C     | 19 °C    | 13 °C   | 11 °C    |